# Ісламбаєво
Ісламба́єво (рос. Исламбаево, башк. Исламбай) — присілок у складі Бурзянського району Башкортостану, Росія. Входить до складу Аскаровської сільської ради.
Населення — 487 осіб (2010; 523 в 2002).
Національний склад:
- башкири — 99%